# Pedro Leopoldo de Araújo Nabuco
Pedro Leopoldo de Araújo Nabuco (Sergipe, 1823 — Sergipe, 1896), segundo barão de Itabaiana, foi um nobre brasileiro.

## Biografia
Casado com Joana Dias Coelho de Melo, filha do Barão de Itaporanga, depois com Maria Amélia Daltro. Era tenente-coronel da Guarda Nacional, em Sergipe.
Um dos seus filhos foi Pedro L. Daltro Nabuco.
Foi agraciado barão em 6 de outubro de 1872, era também cavaleiro da Imperial Ordem de Cristo.